# Echo uniformis
Echo uniformis – gatunek ważki z rodziny świteziankowatych (Calopterygidae).